# Antipathes curvata
Antipathes curvata är en korallart som beskrevs av van Pesch 1914. Antipathes curvata ingår i släktet Antipathes och familjen Antipathidae. Inga underarter finns listade i Catalogue of Life.